# Berouskové
Rod Berousků je česká cirkusová rodina původem z Vilémova, známá již po dvě století. Mezi její činnost patří komediantství, loutkářství, akrobacie, jezdectví, drezura medvědů a dalších šelem, chůze po laně, žonglování ad.

## Historie

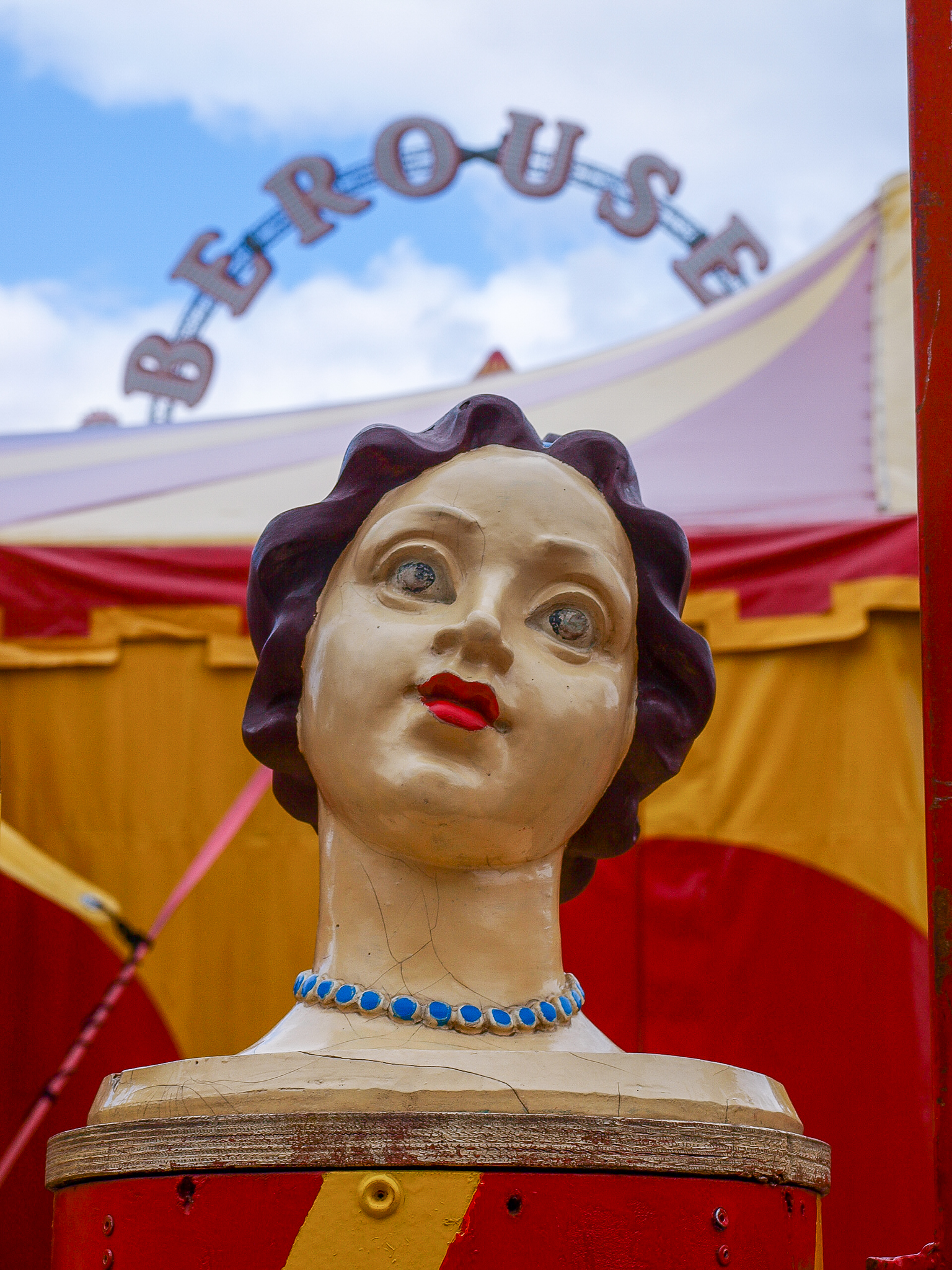
Cirkus Berousek

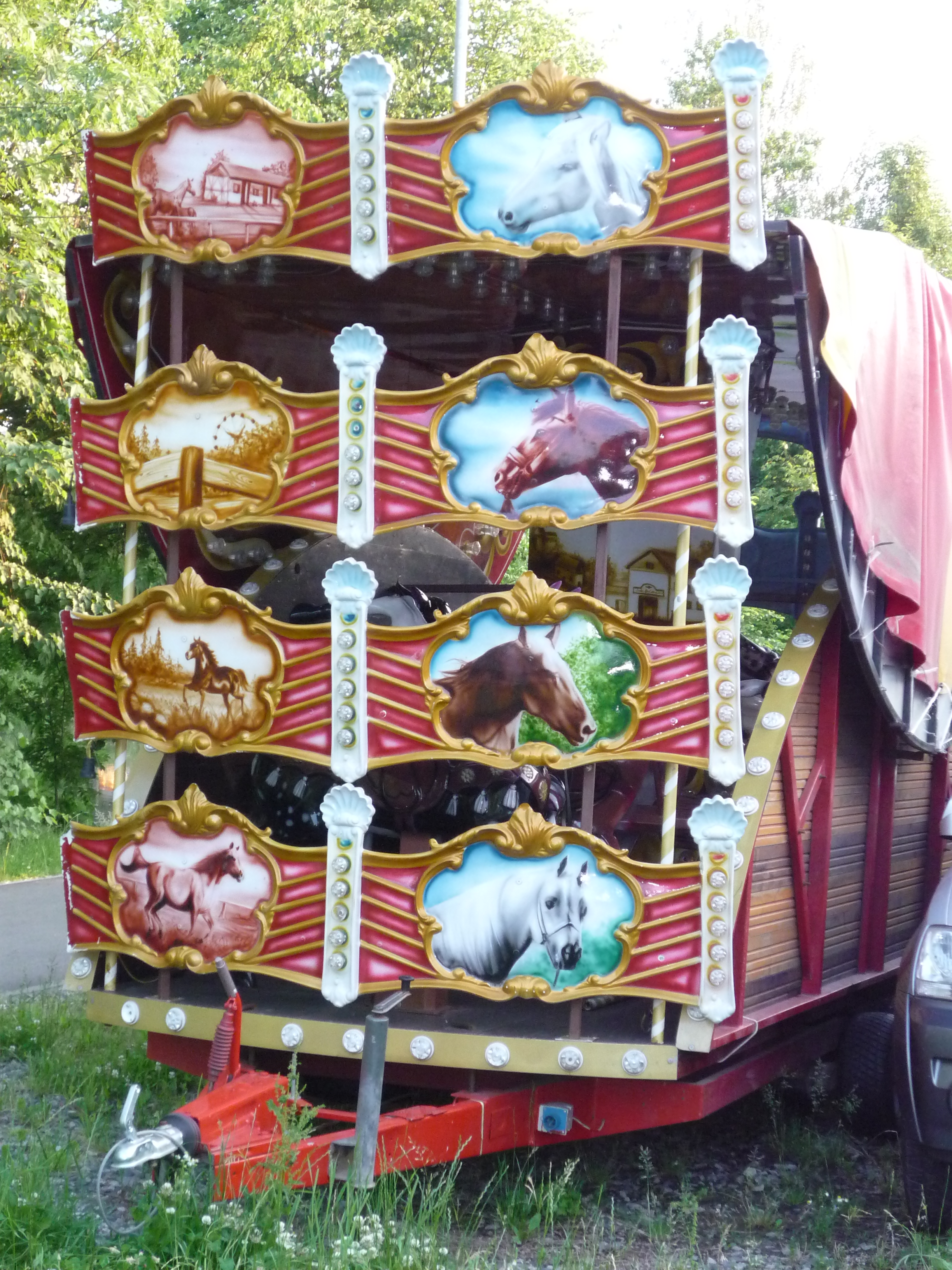
Cirkus Berousek: ustájení pro koně v Havlíčkově Brodě

Původ rodiny Berousků je znám až do roku 1756, kdy se rod objevil ve Vilémově u Golčova Jeníkova. Prvním známým účinkujícím členem rodu byl Josef Berousek, který v roce 1829 začal vystupovat jako komik a loutkař.
Cirkus Berousek byl založen kolem roku 1920 v Čechách čtvrtou generací Hynka Ignáce Berouska, poté jej převzal jeho syn Antonín Berousek a přejmenoval na Cirkus Central.
Po komunistickém převratu v roce 1948 byl cirkus v roce 1951 znárodněn a herci se rozptýlili do státních cirkusů a část rodiny odešla do zahraničí.

## Členové rodiny
- Josef Berousek, první známý člen rodu

- Hynek Ignác Berousek

- Antonín Berousek[2]
- Jiří Berousek (1947) český principál (Národní cirkus originál Berousek)

- Bohumil Berousek, známý jako Bobby Berosini, je americký bavič českého původu známý především díky své dlouhotrvající show s živými orangutany. V roce 1964 emigroval z Československa do Las Vegas. V roce 1981 se objevil v komedii s Tonym Danzou a Dannym DeVitem v hlavních rolích. Po roce 1989 byl asociací na ochranu zvířat PETA obviněn z nevhodného zacházení se zvířaty. Berosini se však soudně bránil za pomluvu a narušení soukromí a v roce 1990 dal soud Berosinimu za pravdu a přiznal mu odškodné 3,1 milionu dolarů. Nejvyšší soud v Nevadě však v roce 1994 rozsudek zrušil s tím, že dříve pořízená tajná nahrávka byla přesvědčivým důkazem Berosiniho chování a také, že Berosini nemohl očekávat soukromí v přeplněném zákulisí. [3][4] Následovaly další soudní spory ohledně skrývání majetku a daňových úniků apod. [5] [6] [7]

- Mario Berousek (* 14. října 1974 v Praze) držitel několika světových rekordů v žonglování.[8][9][10] Jeho rodiči jsou Ferdinand Berousek a Sonja rozená Berousek, známí jako duo "Fredys". Jeho manželka Andrea, rozená Janečková, je vnučkou Bohumila Berouska, zvaného Berossini. Mariovým bratrem je Robert Berousek. Děti Maria a Andrea jsou: Sharon, Vanessa, Nicole, Priscilla, Mario-Ignacio Berouskovi.

- Žanda Berousek (1. dubna 1911 v Perné u Valašského Meziříčí - 6. listopadu 1977 v Los Angeles), artista, trenér, drezér lidoopů a principál cirkusu.
- Ignác Berousek, zakladatel prvního šapitó Cirkusu Berousek v roce 1918 [1]

- Ferdinand Berousek, syn Ignáce Berouska, v roce 1941 přejmenoval cirkus Berousek na Cirkus Centrál z důvodu odlišení od jiných společností, užívajících totéž jméno.
- Jiří Berousek (* 1981), majitel Národního cirkusu Originál Berousek
- Alan Šulc (* 1990 v Praze) je držitelem světových rekordů v žonglování[11] a mnoha světových ocenění (např. bronzový klaun na 28. Mezinárodním cirkusovém festivalu v Monte Carlu v roce 2004).[12][13][14][15] S žonglováním začal v pěti letech [13] a své první živé vystoupení předvedl v osmi letech. Ve svých vystoupeních je znám žonglováním s odrazem a používáním irských tanečních kroků.[13]